# Bohdalovský potok
Bohdalovský potok je významný pravostranný přítok horního toku řeky Oslavy. Délka jeho toku je 17,3 km. Plocha povodí měří 52,3 km². Je vodohospodářsky významným tokem.

## Průběh toku
Bohdalovský potok pramení v obci Rudolec na hřebeni zvaném Arnolecké hory na pomezí Čech a Moravy. Dále pak protéká obcemi Bohdalov, Pokojov, Kotlasy a Ostrov nad Oslavou, kde se vlévá zprava do Oslavy na jejím 83,0 říčním kilometru. V jeho povodí se nachází mnoho rybníků. Přímo protéká rybníky Horní křivý, Olšinský rybník, Vazebný rybník, Bohdalovský rybník, Hornomlýnský rybník a Dolnomlýnský rybník. Na jeho přítocích se nacházejí rybníky Rendlíček, Záhumenní rybník a mnoho dalších.

### Větší přítoky
- levé – Horní potok